# Drumontiana francottei
Drumontiana francottei là một loài bọ cánh cứng trong họ Cerambycidae.